# マルクス・ラーション
マルクス・ラーション（Simon Marcus Larson、1825年1月5日 - 1864年1月25日）はスウェーデンの画家である。荒れ狂う海の中の船舶や、海岸の風景を描いた。

## 略歴
エステルイェータランド県のオートヴィーダベリ(Åtvidaberg)の農園主の息子に生まれた。父親が亡くなった後、仕事を求めストックホルムに移り、馬具職人の見習いになり、絵の才能を認められて、1846年からスウェーデン王立美術院の夜間コースで絵を学ぶことを許された 。1848年まで学んだ後、絵を職業とする決心をして海岸の街、ヘルシンボリで美術教師の仕事についた。ヘルシンボリの海の光景を見たことが、海洋画に進む契機となった。1849年にコペンハーゲンで開かれたデンマークの海洋画家ヴィルヘルム・メルビューの夏期絵画学校に参加し、メルビューに指導を受けた。その後ストックホルムに戻り、その年夏にはノルウェーに写生旅行もした。
1851年にアカデミーの風景画の賞を受賞し、ヨーロッパを旅して作品を描き、その作品は注目されるようになった。1852年にデュッセルドルフを訪れ、アンドレアス・アッヒェンバッハの風景画のスタイルから影響を受けた。1854年にアカデミーから3年間の留学奨学金を得て、1855年にパリに留学した。フランスの芸術に触れ、美術館で17世紀オランダの風景画家、ヤーコプ・ファン・ロイスダールの作品を模写して修行した。この頃いくつかの代表作が描かれた。
1857年に帰国し、スウェーデン王立美術院の会員に選ばれた。
スウェーデンに帰国後、美術学校を作ろうとしたが、支援が得られず断念し、ヴィンメルビューの見晴らしのいい丘の上に、ガラス張りの2階屋をも持つ奇妙な外観の建物を建ててスタジオとした。その後、コペンハーゲンで展覧会を開くために訪れたり、北欧の各地を旅していたが、1859年にヴィンメルビューの建物は火事で焼けてしまった。その後、国外で活動することにし、ヘルシンキやサンクトペテルブルクで活動し、ロンドン万国博覧会に参加するためにロンドンに滞在したが、この頃には人気が失われ、結核に苦しむことになっていた。ロンドンで死去した。

## 作品

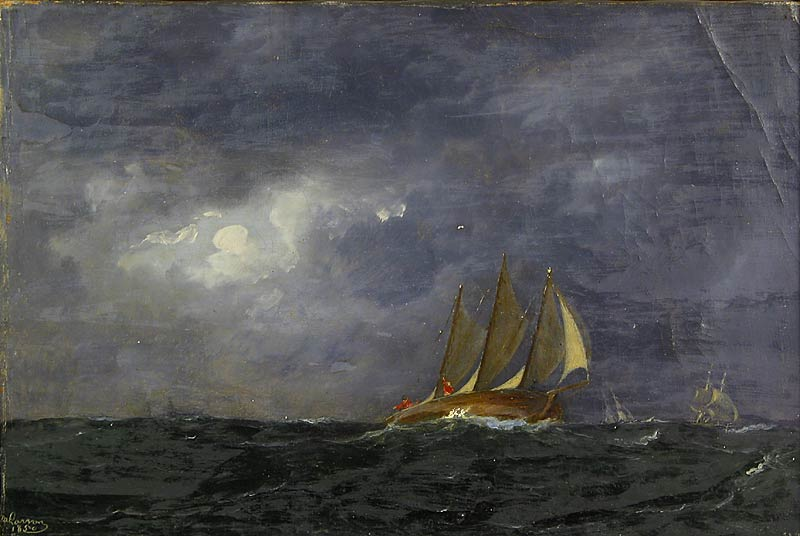
帆船と海洋 (1950)
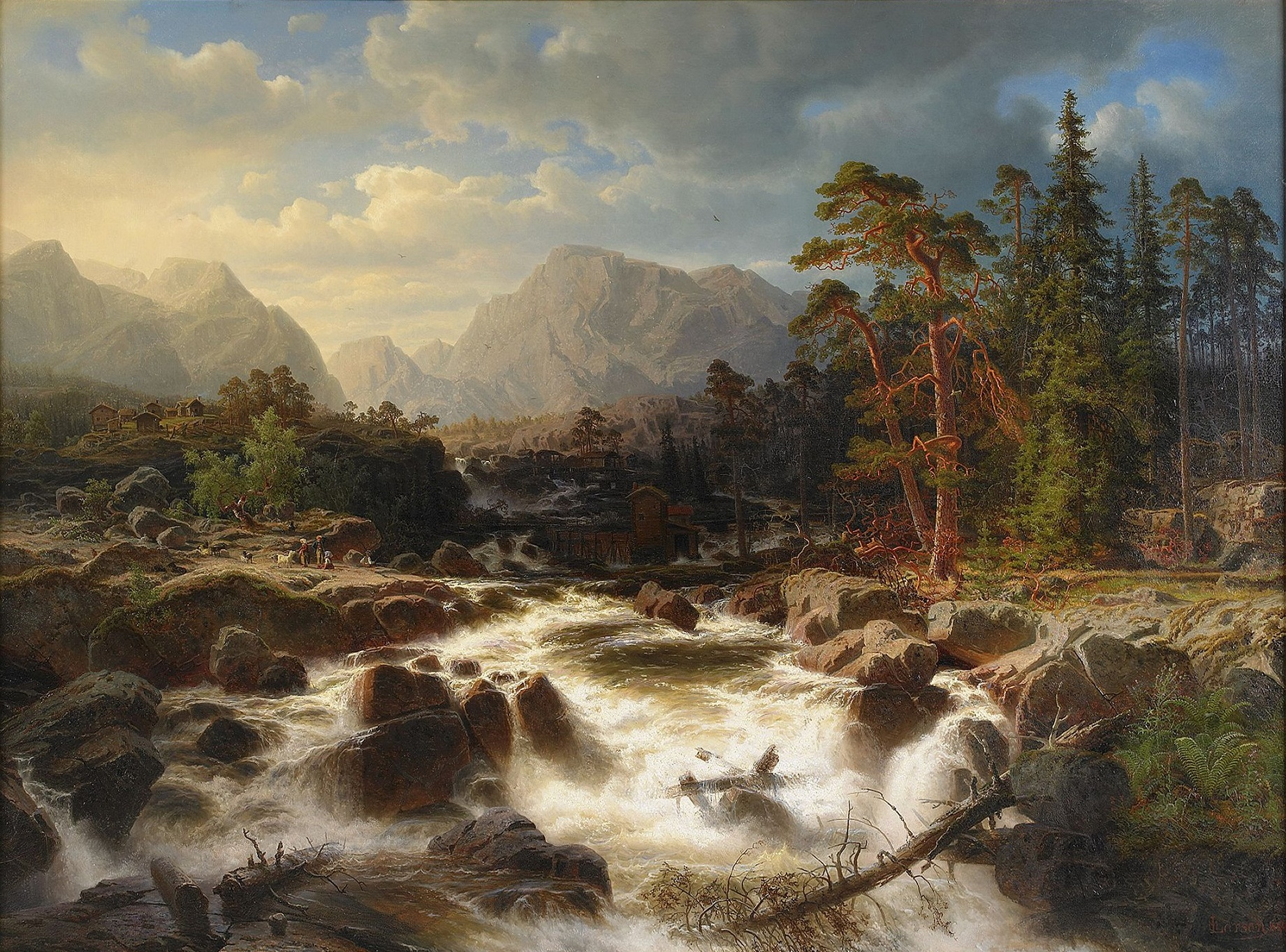
急流の風景 (1854)
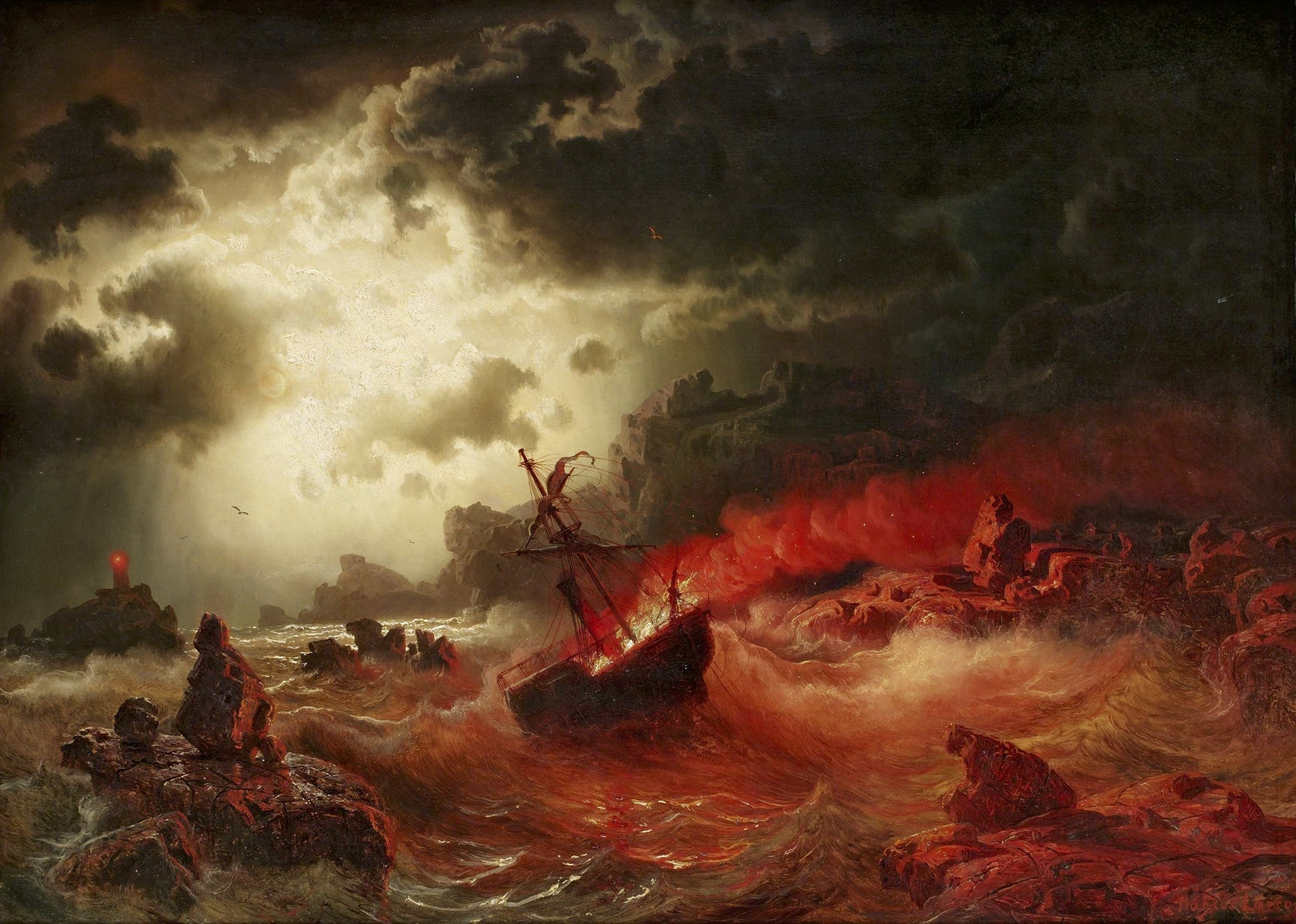
難破して燃える船
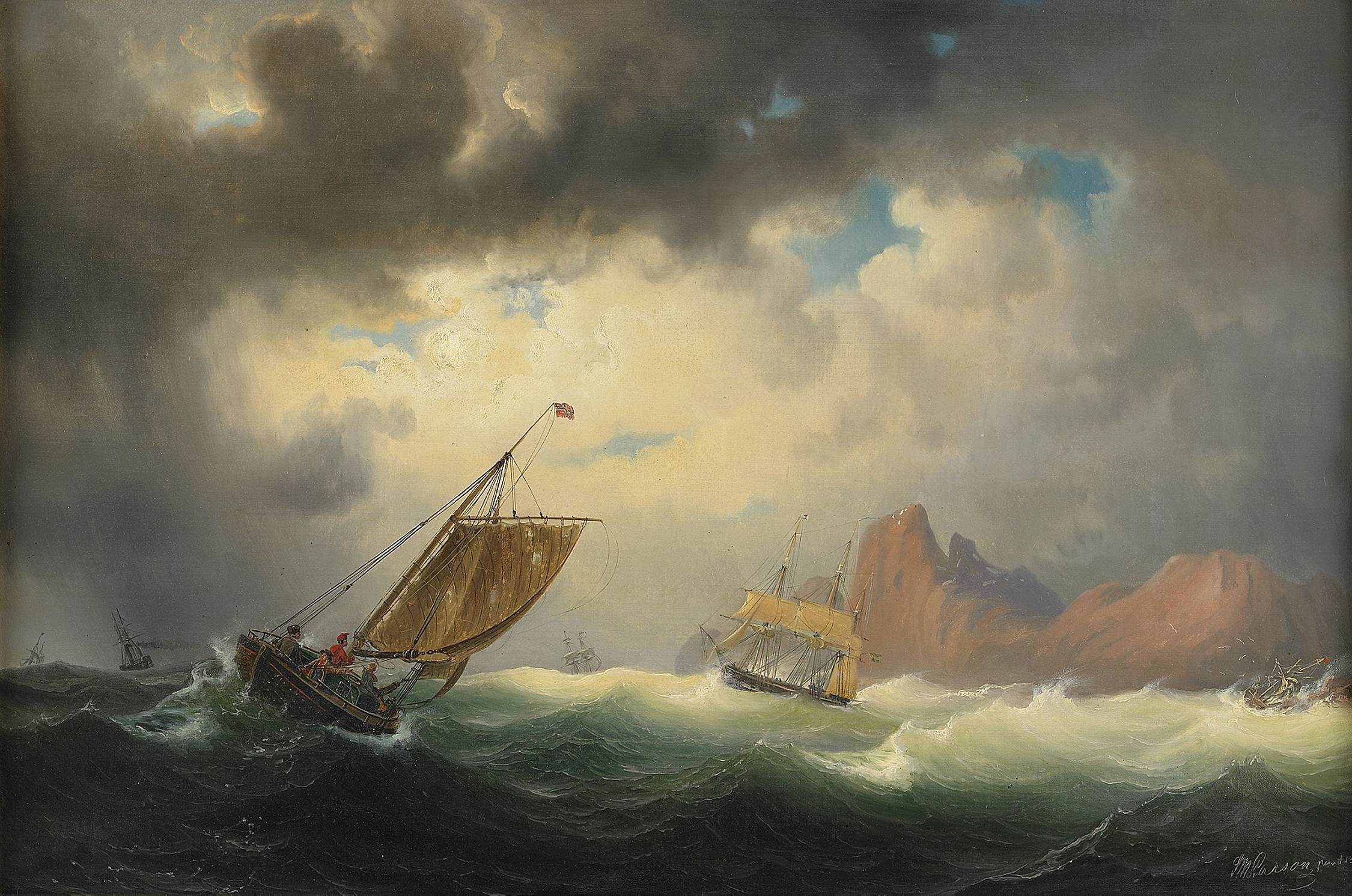
嵐の海の船 (1852)
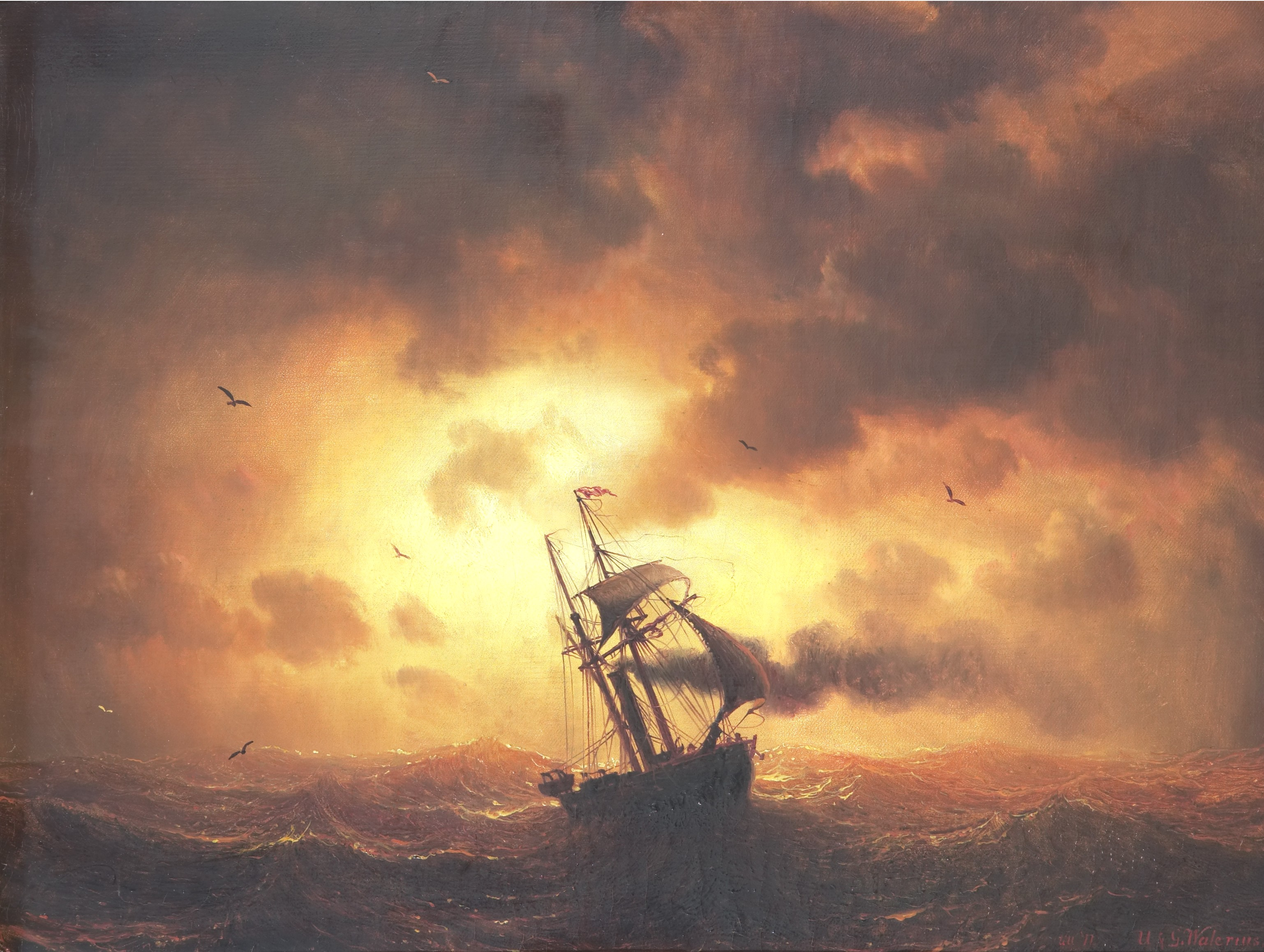
夕暮れの蒸気船
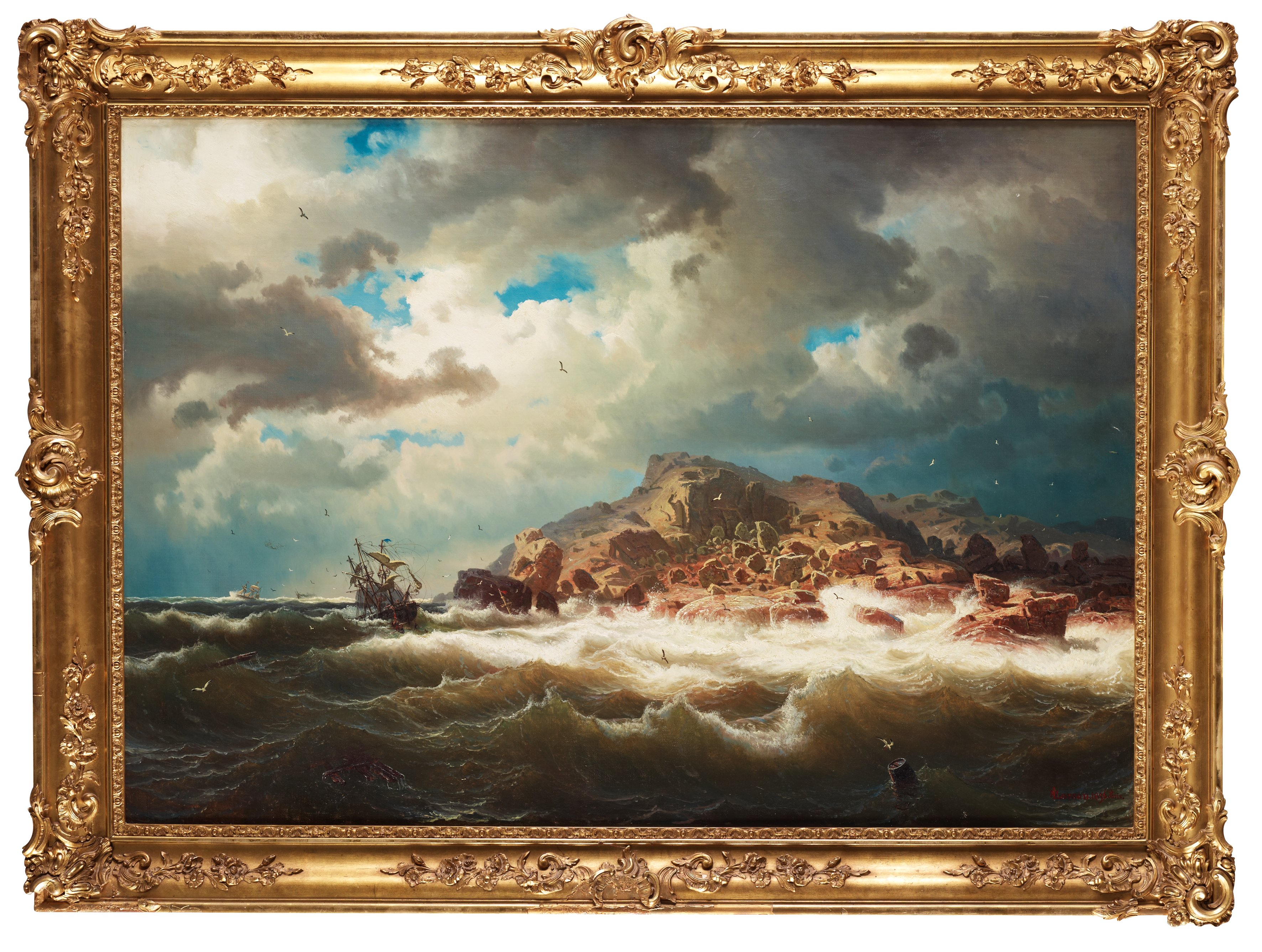
浜辺の船